# 程家桥 (常熟)
程家桥俗称“二条桥”，是一座单孔石拱桥，位于中国江苏省常熟市西门外甸桥村，跨山前塘，南北走向，长31.8米，高7.2米。桥畔原有明工部尚书程宗祠墓。始建于明，清嘉庆、咸丰年间修缮。桥联为“愿天常生好人，愿人常行好事”。1982年11月17日，程家桥公布为常熟市文物保护单位
。